# Institut Répine
L'Institut académique d'État de peinture, de sculpture et d'architecture de Saint-Pétersbourg, dénommé Institut Ilia Répine, est la plus ancienne et la plus grande école d'art de Russie.
Fondé en 1757, l'institut, avec l'Académie impériale des arts et l'Institut d'études d'art académique d'État Surikov de Moscou, fait partie depuis 1917 de la structure de l'Académie des arts de Russie. Depuis 2015, l'institut est sous le contrôle du ministère de la Culture de la Russie. 
Depuis 2016 l'Institut est partenaire de l'École des beaux Arts de Paris. 

## Les facultés
- Faculté de peinture.
- Faculté de graphisme.
- Faculté de sculpture.
- Faculté d'architecture.
- Faculté de théorie et d'histoire des beaux-arts.

## Recteurs de l'Institut
| - Shtalberg, Ernest Yekabovitch (1917-1922) - Matveev, Alexander Terentevitch (1932-1934) - Brodsky, Isaak Izrailevitch (1934-1935) - Chillingovski, Pavel Alexandrovitch (1935-1937) - Zakolodine-Mitine, Alexeï Ivanovitch (1937-1938) - Rodionov, Vladimir Iakovlevitch (1938-1941) - Segal, Alexandre Izraïlevitch (1941-1943) - Tvelkmeïer, Victor Fiodorovitch (1944-1947) - Zaïtsev, Alexandre Dmitrievitch (1948-1951) | - Kollegaïev, Vassili Vassilievitch (1951-1953) - Orechnikov, Viktor Mikhaïlovitch (1953-1977) - Ougarov, Boris Sergueïevitch (1977-1983) - Fomine, Piotr Timofeïevitch (1983-1990) - Eremeïev, Oleg Arkadievitch (1990-2001) - Tcharkine, Albert Serafimovitch (2001 - juin 2004) - Khartchenko, Oleg Andreïevitch (juin - juillet 2004) - Tcharkine, Albert Serafimovitch (juillet 2004 - décembre 2009) - Mikhaïlovski, Semion Ilitch (recteur par intérim depuis décembre 2009, recteur depuis mars 2010) |

## Enseignants notables
- Andreï Mylnikov (en)
- Youri Neprintsev (en)
- Nikolaï Pounine
- Arkadi Rylov

## Étudiants notables
- Pavel Bondarenko
- Sergei Chepik
- Ilya Glazounov
- Dmitri Goutov
- Elena Karacențev
- Efim Kopelian
- Oleg Liagatchev
- Daniil Lider
- Chaïa  Melamoud
- Nikoghayos Nikoghosyan
- Alexandre Samokhvalov
- Sergueï Sovkov
- Evgueni Voutchetitch
- Boris Zaborov
- Kārlis Zāle
- Boris Zaporogetz